# Bengt Palmers
Bengt Gustaf Palmers, född 2 april 1948 i Enskede församling, Stockholms stad, är en svensk kompositör, manusförfattare och musikproducent.
Palmers har bland annat producerat den internationellt kända låten Moviestar med Harpo, och har också haft ett nära samarbete med Björn Skifs. Palmers har även skrivit musiken till de tre första Sällskapsresan-filmerna samt till Göta kanal 2 – kanalkampen, som han också skrev manus till.

## Biografi
Palmers växte upp i Blåsut i södra Stockholm. Han gick på Södra Latin. Efter studenten 1966 reste han runt i USA som gatumusikant. Han var också inspicient vid inspelningarna av Vilgot Sjömans Nyfiken-filmer.
Bengt Palmers var i tonåren vissångare på Sveriges Radio efter att ha vunnit en talangtävling. Han blev senare anställd på radions ungdomsredaktion och var bland annat intervjuare. 20 år gammal anställdes han som producent på skivbolaget Olga. Den första artist som han producerade där var Eleanor Bodel som han producerade flera hits för.
Han gick sedan till EMI. Han producerade låtar för artister som Lalla Hansson och Landslaget, Björn Skifs, Malta, Blåblus, Sven-Bertil Taube och Harpo. Åt Björn Skifs producerade Bengt Palmers hits som "Härligt härligt, men farligt farligt", "I mörkret med dej" och "Fångad i en dröm" med flera. Skifs vann den svenska Melodifestivalen 1978 och 1981.
När han försökte sig på en karriär i USA i slutet av 1970-talet använde han som namn det mer engelsk-klingande Ben G T Palmers.
Palmers var i många år domare i Sikta mot stjärnorna på TV4 och har varit jurymedlem i talangjaktsprogrammet Fame Factory på TV3.
Den 23 oktober 2015 hade musikalen Sällskapsresan urpremiär på Nöjesteatern i Malmö med nypremiär på Chinateatern i Stockholm hösten 2016. Musikalen baserar sig på Lasse Åbergs film från 1980 och Palmers har tillsammans med Jakob Skarin skrivit musik, scenmanus och sångtexter, inklusive de välkända melodierna från filmen.

## Filmografi
Roller
- 1965 – Affekt
- 1995 – Älskar, älskar inte

Filmmusik
- 1968 – Jag är nyfiken – en film i blått
- 1975 – En kille och en tjej
- 1979 – Jag är med barn
- 1980 – Sällskapsresan
- 1984 – Sköna juveler
- 1985 – Svindlande affärer
- 1985 – Sällskapsresan II – Snowroller
- 1988 – Strul
- 1988 – SOS – en segelsällskapsresa
- 1991 – Joker
- 1993 – Drömkåken
- 2006 – Göta kanal 2 – kanalkampen

Manus
- 1988 – Strul
- 1991 – Joker
- 1993 – Drömkåken
- 1996 – Rederiet (TV-serie)
- 2006 – Göta kanal 2 – kanalkampen